# لويد (نيويورك)
لويد (بالإنجليزية: Lloyd, New York) هي بلدة أمريكية تقع في الولايات المتحدة في مقاطعة أولستر، نيويورك. يقدر عدد سكانها بـ 10,863 نسمة ومساحتها 86.4 كم2 وترتفع عن سطح البحر 96 متر.